# Erikstads distrikt
Erikstads distrikt är ett distrikt i Melleruds kommun och Västra Götalands län. 
Distriktet ligger söder om Mellerud. 

## Tidigare administrativ tillhörighet
Distriktet inrättades 2016 och utgör en del av området Melleruds köping omfattade till 1971, delen som före 1969 utgjorde socknen Erikstad.
Området motsvarar den omfattning Erikstads församling hade vid årsskiftet 1999/2000.